# Mark Walker (Amerikaans drummer)
Mark Walker (Chicago, 16 oktober 1961) is een Amerikaanse jazzdrummer, -percussionist, -arrangeur en -componist.

## Biografie
Mark Walker begon op 10-jarige leeftijd met drummen. Hij maakte zijn eerste professionele concertoptredens en studio-opnamen direct na de middelbare school. In 1989 speelde hij voor het eerst met de Cubaanse saxofonist Paquito D'Rivera (een samenwerking die tot op de dag van vandaag voortduurt en in 1997 en 2007 tot meerdere Grammy Award-successen leidde). In 1995 verhuisde hij naar New York, waar hij werkte met Michel Camilo, the Caribbean Jazz Project, Dave Samuels, Andy Narell, Lyle Mays, David Liebman, Chucho Valdés, Fareed Haque, Dianne Reeves, Patricia Barber, Jon Weber, Linda Eder en Bill Watrous.
Mark Walker werd vooral bekend in Europa, sinds hij in 1997 bij Oregon kwam, waar hij de rol van drummer op zich nam en in toenemende mate ook de rol van componist (Grammy-nominatie 2008). Met de WDR Big Band Keulen was hij van 1998 tot 2004 betrokken bij verschillende producties en nam hij het album Tango y Postango op. Hij vormde zijn Panamerican Trio met Alex Brown en Dan Durham.
Sinds 2001 geeft hij les als universitair hoofddocent aan het Berklee College of Music in Boston.

## Discografie
- 1989: Tico! Tico! (Paquito D'Rivera)
- 1990: Reunion (Paquito D'Rivera)
- 1997: Northwest Passage (Oregon)
- 2007: 1000 Kilometers (Oregon)

- Bibliothèque nationale de France: cb13931435r (data)
- Gemeinsame Normdatei: 135200601
- International Standard Name Identifier: 0000 0000 7983 426X
- Library of Congress Control Number: no98073012
- MusicBrainz: 50496981-cf10-49b2-b556-db3901ebf420
- Nederlandse Thesaurus van Auteursnamen: 264210743
- Virtual International Authority File: 12494623
- WorldCat: E39PBJjhwVtQhJQFjGq4McPxXd